# Огублений голосний середнього ряду високосереднього підняття
Огублений голосний середнього ряду високо-середнього піднесення (англ. Close-mid central rounded vowel) — один з голосних звуків.
Інколи називається огубленим середнім високо-середнім голосним.
- У Міжнародному фонетичному алфавіті позначається як [ɵ].
- У Розширеному фонетичному алфавіті SAM позначається також як [8].